# Husarmössa m/1895

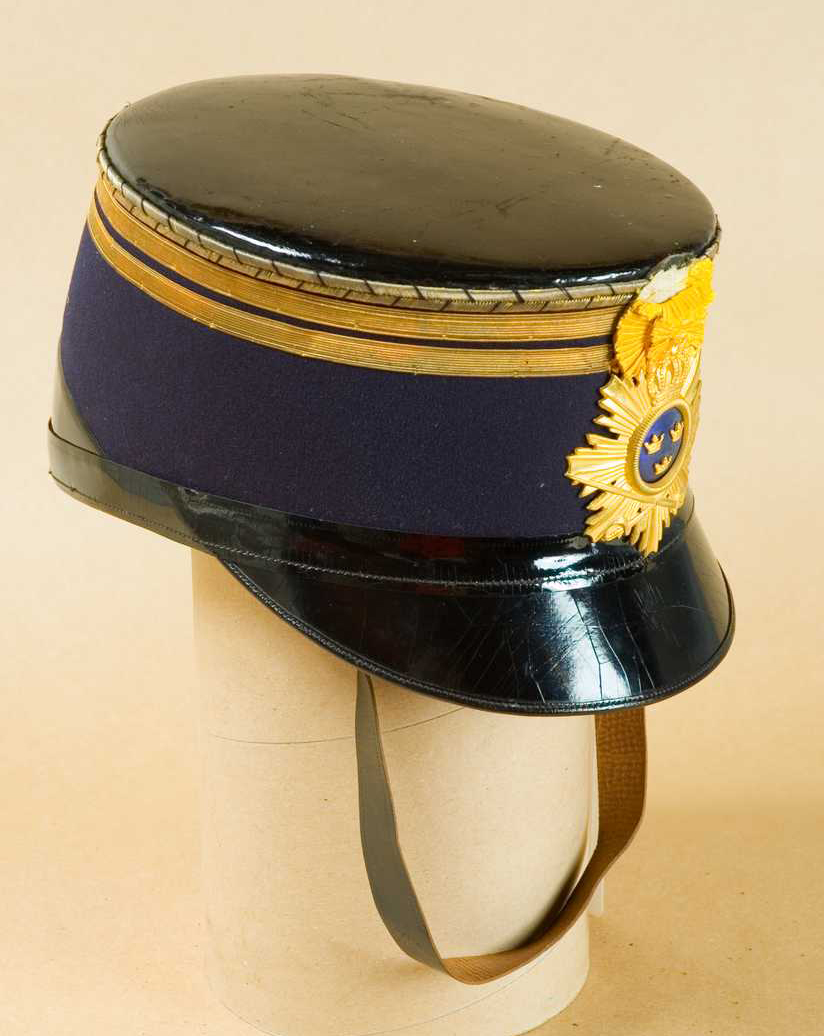
Husarmössa m/1895 för officerare vid Smålands husarregemente (K 4)

Husarmössa m/1895 var en husarmössa som användes inom försvarsmakten (dåvarande krigsmakten).

## Utseende
Denna mössa var tillverkad i mörkblått kläde och hade en skärm av lackerat läder. Längst upp på mössan, runt dess övre kant fanns ett beläggningssnöre i guld och mörkblått silke. Vid Livregementets husarer (K 3) var dock beläggningssnöret av silver istället för guld. Omkring kullens övre del finns även ett visst antal galoner som agerar gradbeteckning. Dessa är densamma som för mössa m/1865. Framtill på mössan bars vapenplåt m/1895 som hos officerare var blåemaljerad. På mössan bars även pompong m/1895 (alternativt pompong m/1895-1908) med kungligt namnskiffer i silver (alternativt guld).

## Användning
Denna mössa användes vid husarregementena som huvudbonad till dolma m/1895 och ridbyxor m/1895.

## Fotografier

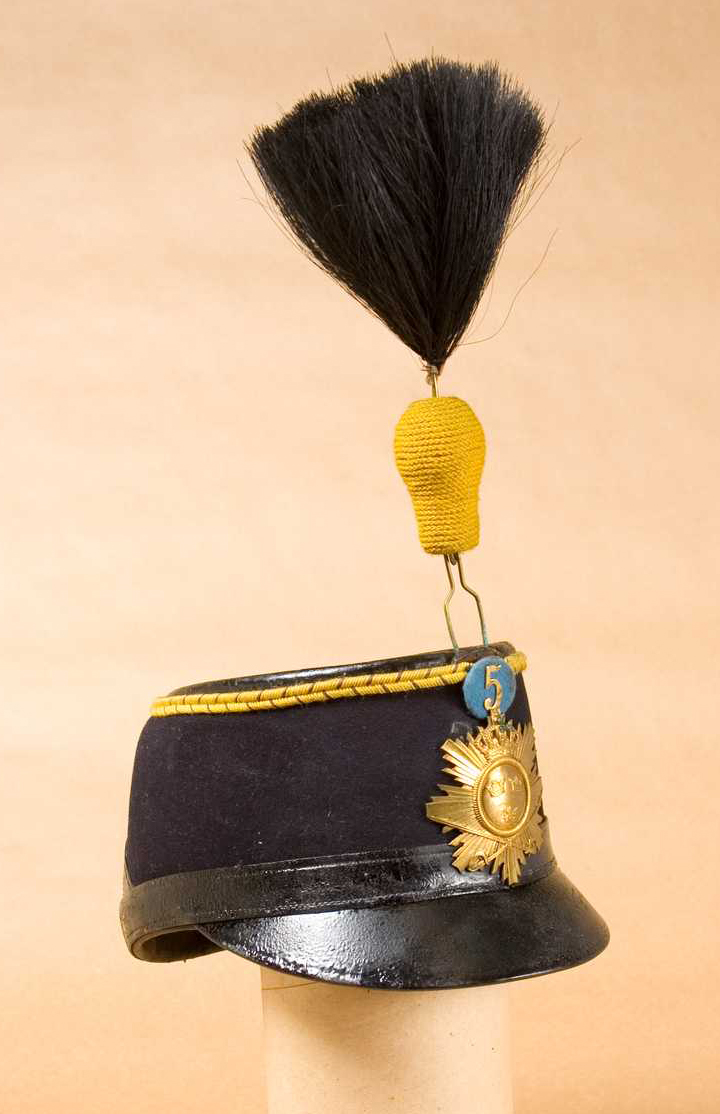
Husarmössa m/1895 för manskap vid 5:e skvadronen med svart ståndare för stor parad.
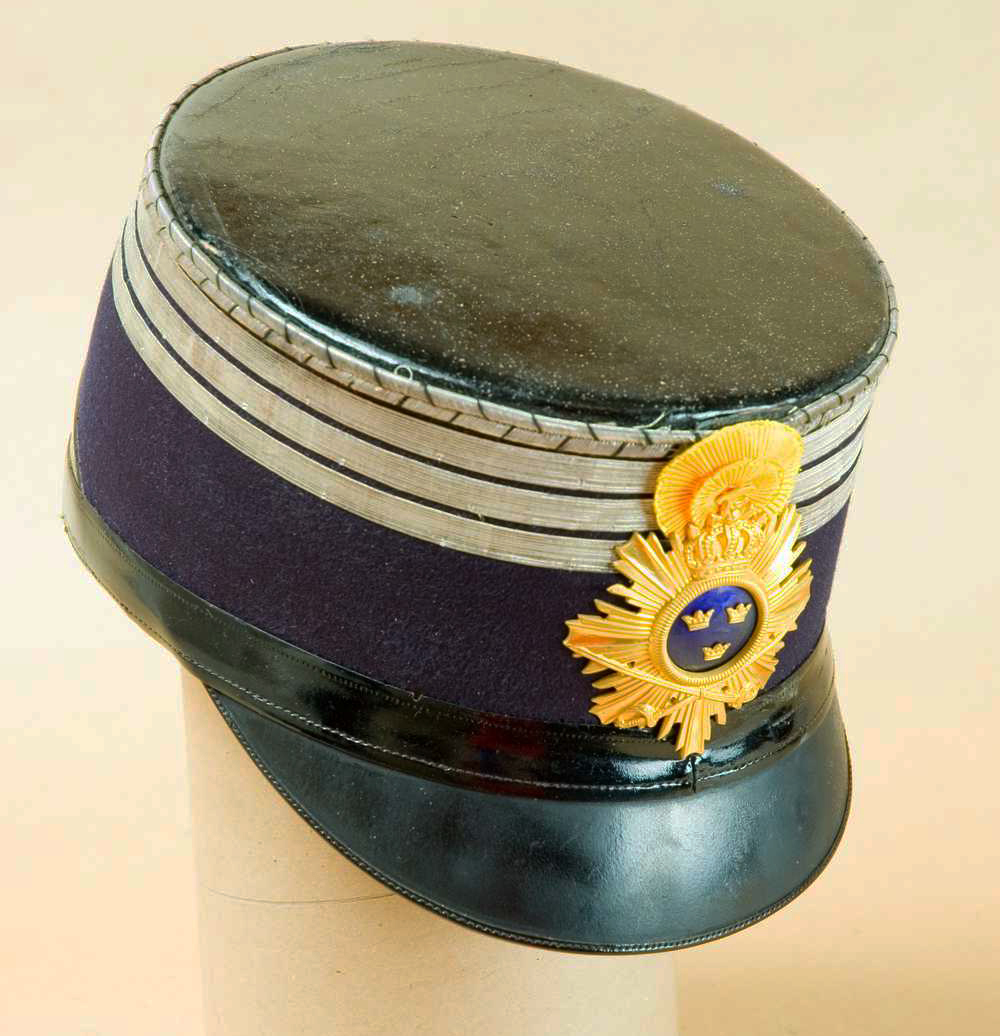
Husarmössa m/1895 för ryttmästare vid Livregementets husarer.
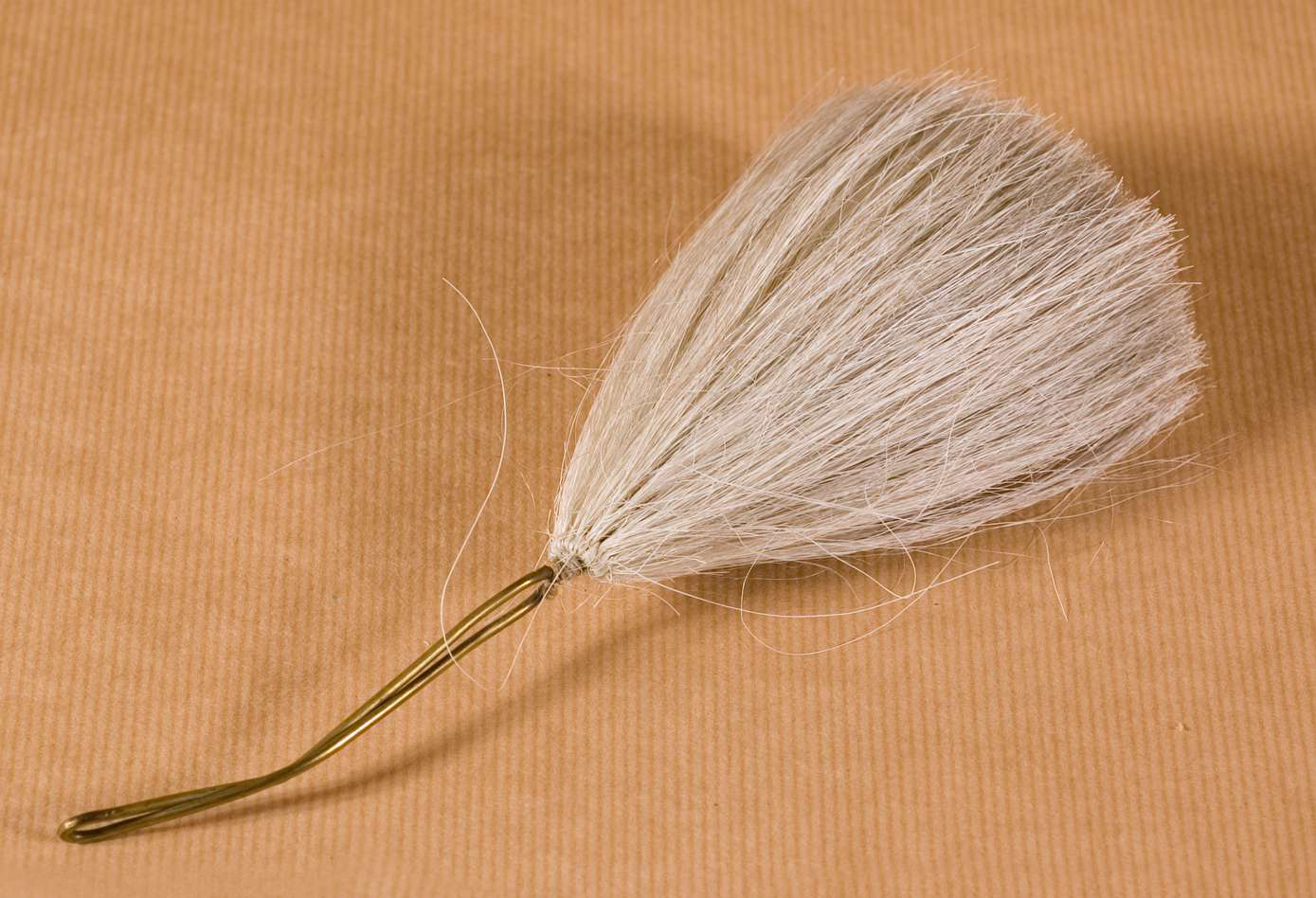
Ståndare m/1895 till husarmössa m/1895 för stor parad vid Livregementets husarer.